# L'Homme sans âge
Pour plus de détails, voir Fiche technique et Distribution.
L'Homme sans âge (Youth Without Youth) est un film multinational écrit, produit et réalisé par Francis Ford Coppola, sorti en 2007. Il s'agit d'une adaptation cinématographique d'un roman court de Mircea Eliade paru en 1976.
Francis Ford Coppola n'avait plus réalisé de film depuis L'Idéaliste, sorti en 1997. Le film ne connait qu'une sortie limitée en salles aux États-Unis. Il ne rencontre ainsi pas de succès commercial. De plus, l'accueil de la presse est plutôt négatif.

## Synopsis
En 1938, frappé par la foudre à Bucarest, le vieux professeur Dominic Matei (Tim Roth) accède à un état de surdoué. Hypermnésique, il peut poursuivre la quête de sa vie, la recherche des origines primaires du langage. Le rajeunissement est l'une des étapes visibles de son état.

## Fiche technique
Sauf indication contraire, les informations mentionnées dans cette section peuvent être confirmées par la base de données cinématographiques IMDb,  présente dans la section « Liens externes ».
- Titre original : Youth Without Youth
- Titre francophone : L'Homme sans âge
- Réalisation : Francis Ford Coppola
- Scénario : Francis Ford Coppola, d'après le roman court Jeunesse sans jeunesse (Tinereţe fără tinereţe) de Mircea Eliade publiée en 1976
- Photographie : Mihai Mălaimare Jr.
- Montage : Walter Murch
- Musique : Osvaldo Golijov
- Décors : Calin Papura
- Costumes : Gloria Papura
- Production : Francis Ford Coppola

Producteurs délégués : Anahid Nazarian, Fred Roos et Dave Rosenbaum
Producteur associé : Masa Tsuyuki
- Sociétés de production : American Zoetrope, SRG Atelier, Pricel, BIM Distribuzione et Bavaria Atelier
- Sociétés de distribution : Sony Pictures Classics (États-Unis), Pathé Distribution (France)
- Pays d'origine :  États-Unis,  France,  Roumanie,  Italie et  Allemagne
- Langues originales : anglais, sanskrit, allemand, français, italien, roumain, mandarin, égyptien, latin, arménien
- Durée : 125 minutes
- Genres : thriller, fantastique, drame
- Dates de sortie[1] : 
  - Italie : 20 octobre 2007 (festival international du film de Rome)
  - Italie : 26 octobre 2007
  - France, Belgique, Suisse romande : 14 novembre 2007
  - États-Unis : 14 décembre 2007 (sortie limitée)

## Distribution
- Tim Roth (VF : Lionel Tua) : Dominic Matei
- Alexandra Maria Lara (VF : Elisabeth Ventura) : Veronica / Laura
- Bruno Ganz : le professeur Stanciulescu
- André Hennicke : Josef Rudolf
- Marcel Iureș : Tucci
- Alexandra Pirici : la femme de la chambre 6
- Adrian Pintea : Pandit
- Mircea Albulescu : Davidoglu
- Anamaria Marinca : la réceptionniste de l'hôtel
- Ana Ularu : la bibliothécaire
- Andi Vasluianu : un interne
- Matt Damon (VF : Damien Boisseau) : Ted John Jr., le reporter du magazine Life (caméo non crédité)

Source VF : AlloDoublage

## Production

### Genèse et développement
Le film est l'adaptation de la nouvelle Jeunesse sans jeunesse de l'auteur roumain Mircea Eliade. Ce dernier, aussi bien auteur que chercheur ou aventurier, avait embrassé certains préceptes de l'hindouisme tout en gardant ses origines et racines chrétiennes.
Ce film marque le retour à la réalisation de Francis Ford Coppola, près de 10 ans après L'Idéaliste. Il explique avoir été séduit par la nouvelle de Mircea Eliade : 

« C'est une amie de lycée, Wendy Doniger, qui la première a attiré mon attention sur Jeunesse sans jeunesse (...) Je décidai de lire la nouvelle. À peine l'avais-je commencée que je me dis : “Je pourrais en faire un film. Je ne vais rien dire à personne. Je vais le faire, c'est tout”. L'histoire m'a touché. Comme le personnage principal, Dominic, j'étais tourmenté et englué dans mon incapacité à terminer un travail important. À 66 ans, j'étais frustré. Je n'avais pas tourné de film depuis huit ans. Mes affaires étaient florissantes mais ma soif de créativité n'était pas satisfaite.
L'Homme sans âge ressemble, d'une certaine manière, à un épisode de La Quatrième Dimension. Un vieux professeur rajeunit. Il profite de ce sursis pour poursuivre ses recherches sur les origines du langage. Je voulais retourner à la réalisation de films plus personnels. Ce qui veut dire des petits budgets. L'histoire se passe en Roumanie. En Roumanie ! J'ai toujours aimé explorer la périphérie des choses. Mon déménagement de Los Angeles à San Francisco participait du même désir. En catimini, j'ai donc commencé à négocier les droits de la nouvelle. J'ai commencé à réfléchir. J'ai pris un carnet et j'ai commencé le découpage du film. Soudain, l'espoir renaissait. »

Le film est principalement financé grâce aux affaires florissantes du réalisateur comme vigneron.
Pour ce film, Francis Ford Coppola cite comme influences le réalisateur Yasujirō Ozu ainsi que des films comme L'Année dernière à Marienbad (Alain Resnais, 1961) et Sueurs froides (Alfred Hitchcock, 1958).

### Tournage
Le tournage a eu lieu principalement en Roumanie (à Piatra Neamț, Bucarest et au casino de Constanța) où ont notamment été tournées des scènes censées se dérouler en Suisse, à Malte et en Inde. Le reste du tournage a eu lieu à la Dvoritsa de Balčik en Bulgarie. Il dure 85 jours.
Francis Ford Coppola tourne la plupart du temps avec une petite équipe. Il souhaite un équipement léger, capable de tenir dans une seule camionnette, à l'instar de son expérience sur le tournage de Les Gens de la pluie (1969).

### Musique
La musique du film est composée par l'Argentin Osvaldo Golijov et interprétée par le Bucharest Metropolitan Orchestra.
Liste des titres
1. Youth Without Youth - 2:44
2. Dominic's Nightmare - 1:25
3. Love Lost: Laura - 6:14
4. Refugee - 4:20
5. Time - 2:48
6. Dr Rudolf's Dream - 2:51
7. Powers - 2:15
8. O Alba Tigareta Parfumata - 2:54
9. The Girl in Room 6 - 1:44
10. Dr Rudolf's Suicide - 3:42
11. Laura Reborn - 4:05
12. Journey to India - 2:02
13. Rupini's Cave - 2:03
14. Malta - 1:52
15. Veronica's Nightmare - 2:19
16. Farewell - 3:04
17. Love Lost: Veronica - 2:41
18. Death of the Double - 2:07
19. Noapte Buna Mimi aka (Ion Vasilescu) - 2:53
20. Last Walk to Café Select - 2:07
21. Third Rose - 3:57

## Accueil
Le film reçoit des critiques plutôt négatives. Sur l'agrégateur américain Rotten Tomatoes, il ne récolte que 32% d'opinions favorables pour 105 critiques et une note moyenne de 4,78⁄10. Sur Metacritic, il obtient une note moyenne de 43⁄100 pour 29 critiques.
En France, le film obtient une note moyenne de 3⁄5 sur le site AlloCiné, qui recense 20 titres de presse.
Le film ne rapporte que 2 624 759 $ au box-office mondial. Il ne connait qu'une sortie limitée dans les salles américaines et ne récolte que 244 397 $. En France, le film n'attire que 103 857 spectateurs en salles.